# Дяк, Богдан-Даньел
Богда́н-Данье́л Дя́к (рум. Bogdan-Daniel Deac; род. 8 октября 2001, Рымнику-Вылча, Вылча, Румыния) — румынский шахматист, гроссмейстер (2016). Получил звание в 14 лет, 7 месяцев и 27 дней (27-е место за всю историю). Занял чистое 1-е место в Рейкьявик Опен 2024 с результатом 7½ из 9, также разделил 1-е место в Prague Masters. Разделил 2-3 места на опене в Граце, занял 2-е место на Дортмунте 2022.
В составе сборной Румынии — участник командного чемпионата Европы 2015, клубного чемпионата Европы 2019 (3-7 места) и олимпиад: 2016, 2018 2021 и 2022. Занимает 2-е место после Рихарда Раппорта по рейтингу среди шахматистов Румынии.
В декабре 2023 года на чемпионате Европы по рапиду занял 3-е место. Участник Кубка мира 2021 (прошёл 1 раунд) и Кубка мира 2023 (выиграл 2 раунда).
Научился играть в шахматы в 7 лет в шахматном кружке. Первым тренером стал международный мастер Иоан Варлан. В 12 лет, на чемпионате Европы 2013, набрал 5 очков из 11 (186 место из 286, стартовое — 259-е).